# Peryt Shou
Peryt Shou (valódi nevén: Albert Christian Georg Jörg Schultz) (1873. április 22. – 1953. október 24.) német misztikus és az új germán pogányság újjáélesztője. Nicholas Goodrick-Clarke röviden említést tesz róla a "The Occult Roots of Nazism" ("A nácizmus okkult gyökerei") című könyvében, mint olyan okkultista szerzőre, aki jelentős szerepet töltött be az első világháború utáni okkultista mozgalomban. A náci Németországban háborítatlanul tevékenykedett, mely jelzi valószínűsíthetően jó kapcsolatait.

## Élete
Schultz egy fogadós fiaként látta meg a napvilágot a pomerániai Kröslinben. Berlinben tanult és költészettel, festészettel és titkos tudományokkal foglalkozott. Pályafutása alatt mintegy negyven könyvet írt, melyek legtöbbje a feledés homályába veszett. Mindazonáltal őt tartják az egyik legjelentősebb XX. századi német ezoterikusnak. Ez főként azért van így, mert – ugyan művei elég ködös megfogalmazásúak – kétségtelenül rendkívüli hatással voltak más kortárs német okkultistákra. Ezek közül kiemelendő Rudolf von Sebottendorf és Walter Nauhaus, a Thule Társaság alapítói, továbbá Aleister Crowley, aki 1932. február 11-én ezt jegyezte be naplójába, miközben Schultz képeit nézte egy berlini kiállításon: " Krumm-Heller here with Peryt Shou" ("Krumm-Heller van itt Peryt Shouval").

## Magyarul
- Atlantisz az emberiség sorsa; ford. Nagy András Pál; Hermit, Onga, 2009
- Az egyiptomi halottaskönyv titkos tanításai. A sötét fény misztériuma; ford. Vitkolczi Ildikó; Hermit, Onga, 2010

## Fordítás
- Ez a szócikk részben vagy egészben  a   Peryt Shou című angol Wikipédia-szócikk fordításán alapul.  Az eredeti cikk szerkesztőit annak laptörténete sorolja fel. Ez a jelzés csupán a megfogalmazás eredetét és a szerzői jogokat jelzi, nem szolgál a cikkben szereplő információk forrásmegjelöléseként.

## Kapcsolódó hivatkozások
- Ariozófia(en)
- Radiesztézia
- Náci okkultizmus(en)
- Pendulum
- Karl Spiesberger(en)